# 小松さやか
小松 さやか（こまつ さやか、1985年11月9日 - ）は、日本の女子バスケットボール選手である。ポジションはセンター。

## 人物
長野県出身。桜花学園高校から、桜花学園大学を経て、2008年、アイシンAWに入社。
2009年、ビッグブルー東京に移籍。
2010年、山梨クィーンビーズに移籍。2012年新潟アルビレックスBBラビッツに移籍。
2013年、新潟を退団、羽田ヴィッキーズに移籍。2015年、再び新潟に移籍。
2016年8月21日、新潟市中央区の亀田バイパス入り口付近で運転する軽乗用車と別の軽乗用車に接触し相手2人に怪我を負わせた事故を起こし、報告義務を怠ったとして、10月28日に公式戦出場停止と無期限の謹慎処分を受けた。その後復帰に至ることなく2017年3月31日付で退団したことを自身のFacebookで発表。
2018年、福井しあわせ元気国体2018の福井成年女子チームに参加。
2019年、新潟時代の恩師でもある荒順一をHCに迎え新たに結成された東京社会人リーグの東京シルキーエアーズに入団。
2020年、地域リーグのアステム湘南WECTORIASに移籍。
2021年、現役引退と合わせてCONFIANZA東京U15女子アシスタントコーチ就任を発表。

## 経歴
- 茅野ミニ - 茅野東部中 - 桜花学園高 - 桜花学園大 - アイシンAW（2008年～2009年） - ビッグブルー東京（2009年～2010年） - 山梨クィーンビーズ（2010年〜2012年） - 新潟（2012年～2013年） - 羽田（2013年～2015年） - 新潟（2015年〜2017年）